# Koninklijke Utermöhlen NV
Koninklijke Utermöhlen NV (voorheen Utermöhlen & Co.) is leverancier en producent van onder andere wondverzorgingsproducten.     

## Geschiedenis[1]

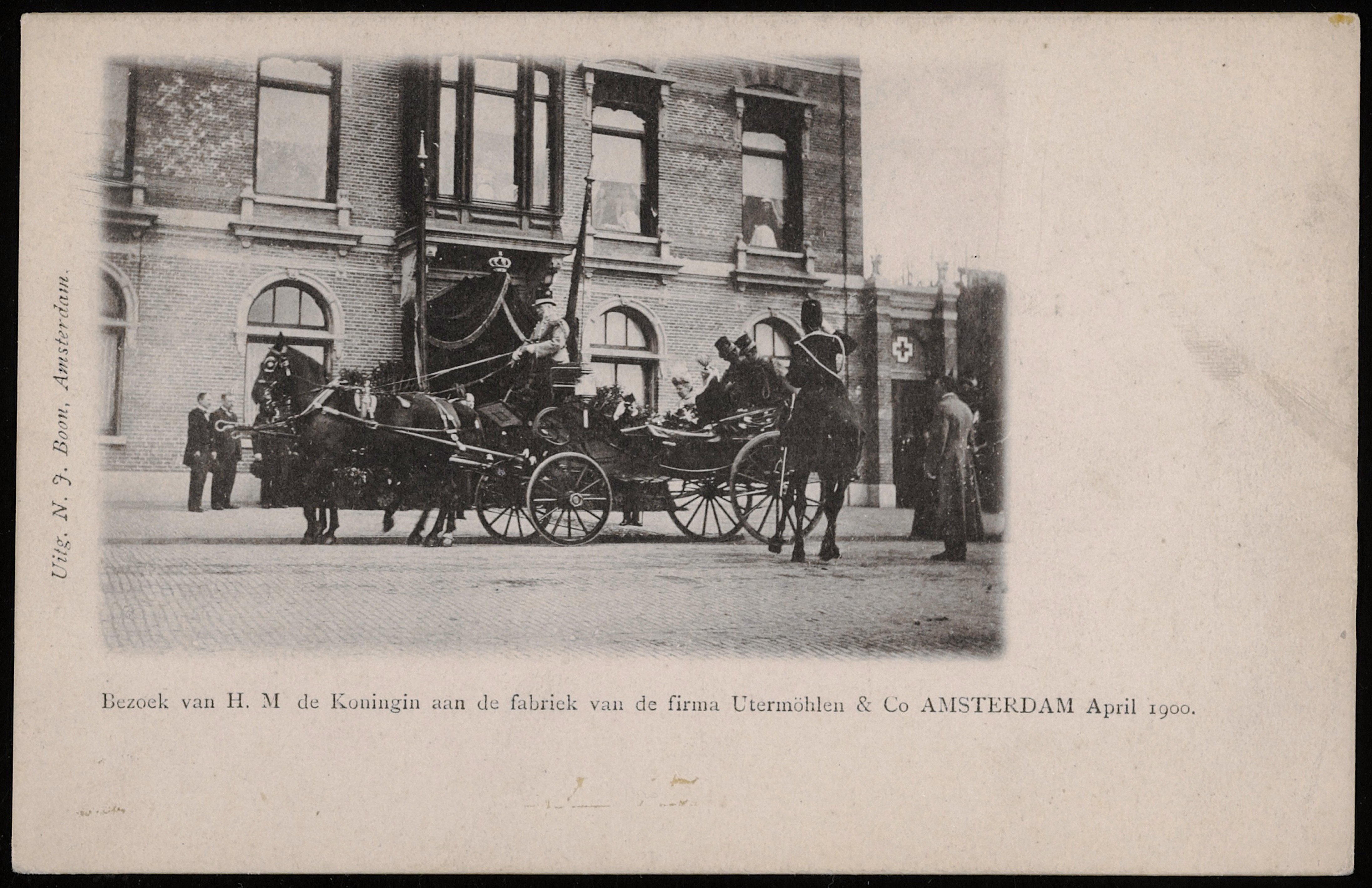
Koningin Wilhelmina bezoekt de nieuwe fabriek (april 1900)

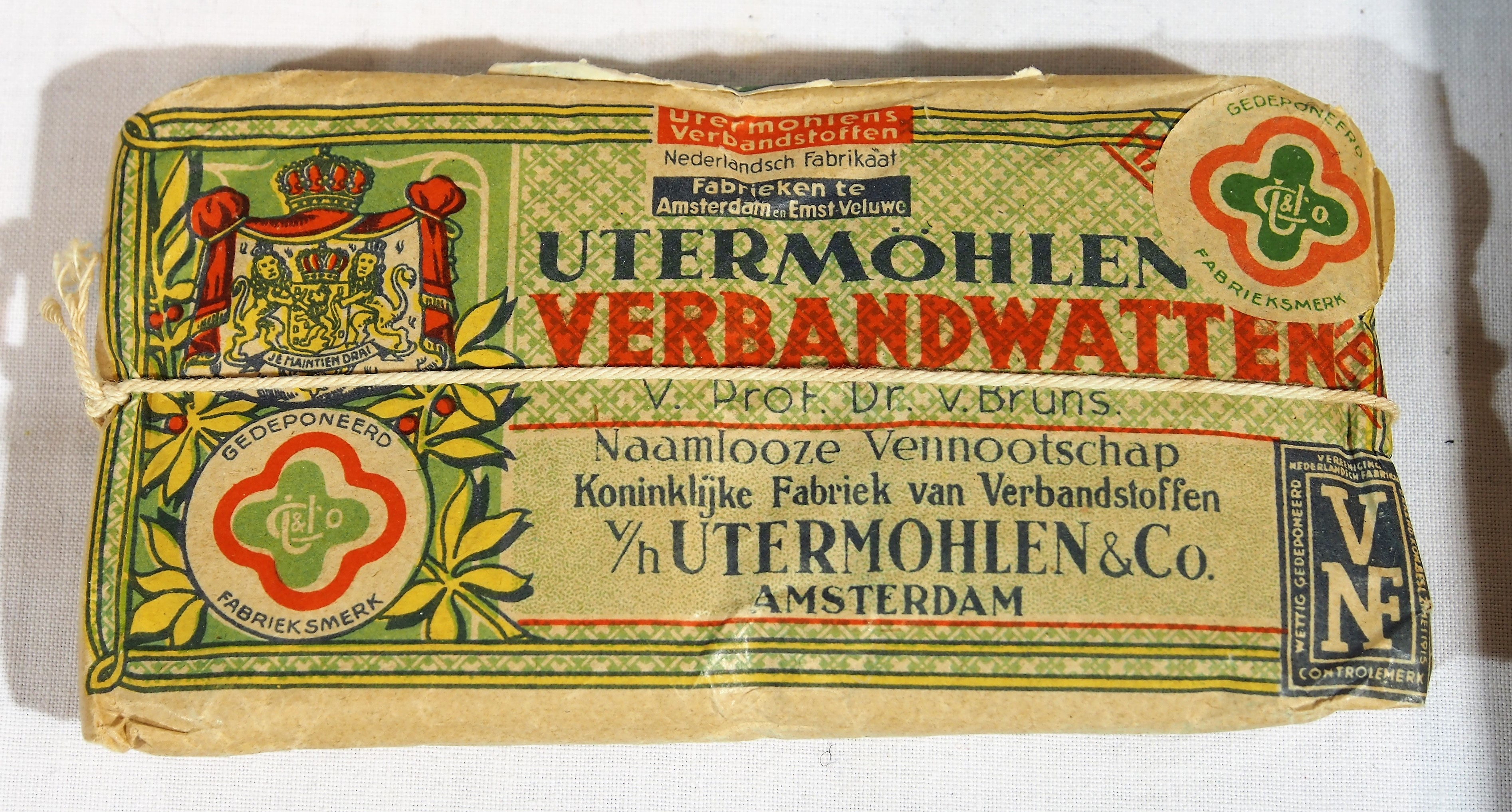
Historische verbandwatten

De onderneming werd in 1880 in Amsterdam opgericht door Carl Friedrich Utermöhlen (1858-1937) die aan het Spui een winkel in chirurgische instrumenten en antiseptische verbandstoffen startte onder de naam Utermöhlen & Co. Deze verwierf de vertegenwoordiging van een Duits bedrijf dat antiseptisch verband produceerde volgens de methode van Lister. Na een moeizame start, mede omdat het nieuwe artikel niet direct ingang kreeg in de medische praktijk, kon in 1897 een nieuw fabrieksgebouw aan de Weesperzijde in gebruik worden genomen. In 1898 werd de onderneming omgezet in een NV, nog altijd onder leiding van de oprichter. Er werkten in 1900 45 personen, onder wie 25 vrouwelijke. Naar aanleiding van de ontwikkeling van het snelverband in 1901, verleende koningin Wilhelmina het bedrijf het predicaat Koninklijk en kreeg het de naam NV Koninklijke Fabriek van Verbandstoffen v/h Utermöhlen & Co. In 1907 werd een apart bedrijf te Emst - waar de voor de productie benodigde waterkwaliteit werd gevonden - in gebruik genomen voor de vervaardiging van medicinale verbandwatten. Dit werd later een dochteronderneming. De grote brand daar in 1937 werd snel gevolgd door nieuwbouw.

## Na 1945
De sterke naoorlogse groei leidde ertoe dat Utermöhlen eind jaren 40 een notering kreeg aan de Amsterdamse effectenbeurs het aandelenkapitaal werd in 1951 verdubbeld, van f 700.000 tot f 1,4 miljoen. De groei leidde in 1955 tot de opening van een nieuwe fabriek aan de Molukkenstraat in Amsterdam. Hier was onder meer een bandweverij voor hydrofiele windsels ondergebracht. Daarnaast beschikte de NV over depots te Den Haag en Rotterdam. In 1957 was 60% van de productie bestemd voor de export. Vanaf 1961 werden de producten in België en Luxemburg geïntroduceerd wat leidde tot de oprichting, begin 1967, van Utermöhlen International SA, met een productievestiging in Bruggenhout.
Rond 1965 startte men met de vervaardiging van (papieren) 'wegwerpartikelen', in samenwerking met het Zweedse Cellvabruken. Inmiddels waren diverse branchegenoten overgenomen, in 1971 volgde Absorba-Hellen te Arnhem waarvan de productie naar Emst werd overgeplaatst. In datzelfde jaar vond een fusie plaats met Amsterdam Chemie Farmacie NV. De onderneming telde toen 720 personeelsleden van wie 500 in Nederland. In 1990 werd het bedrijf onderdeel van apothekersgroothandel OPG, waarna het gesplitst werd. De afgeslankte onderneming werd in 1998 na een managementbuy-out weer zelfstandig.

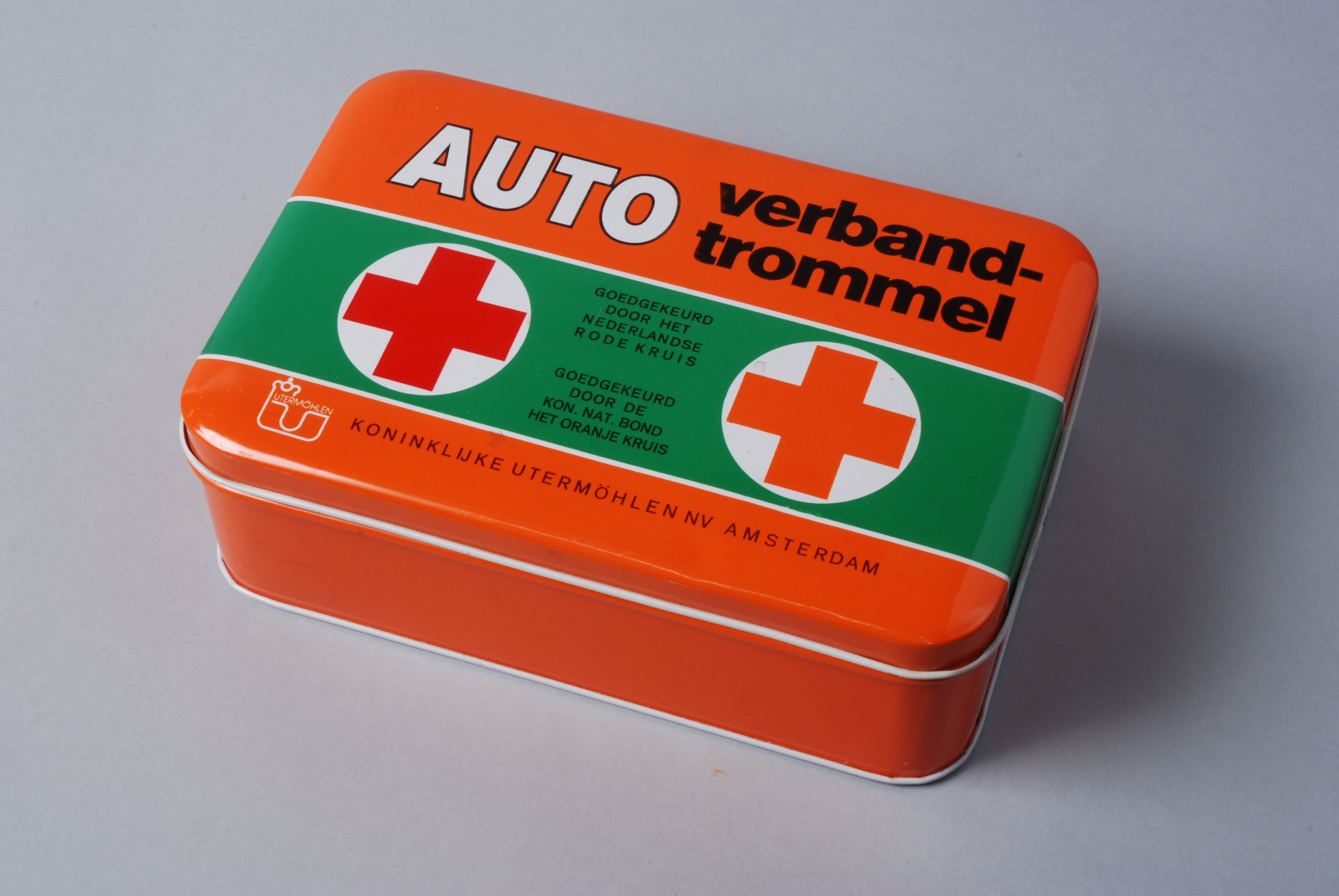
Verbandtrommel (omstreeks 1980)

Utermöhlen was tot 1989 in Amsterdam gevestigd, van 1897 tot 1955 aan de Weesperzijde en daarna in een nieuw gebouwde fabriek aan de Molukkenstraat. Sinds 1989 is de firma in het Friese Wolvega gesitueerd. Naast de handel in verbanddozen onder de merknaam Utermöhlen, voert Koninklijke Utermöhlen ten behoeve van de drogisten- en apothekersmarkt de merken HeltiQ voor wondverzorgingsproducten en ByeBites voor middeltjes tegen insectensteken en -beten.